# Phyllophaga pseudoatra
Phyllophaga pseudoatra är en skalbaggsart som beskrevs av Moron 2003. Phyllophaga pseudoatra ingår i släktet Phyllophaga och familjen Melolonthidae. Inga underarter finns listade i Catalogue of Life.